# المعمر (كشر)

تعديل مصدري - تعديل

المعمر هي إحدى قرى عزلة الحماريين بمديرية كشر التابعة لمحافظة حجة، بلغ تعداد سكانها 209 نسمة حسب تعداد اليمن لعام 2004.